# Kevin Huijsman
Kevin Huijsman (Hilversum, 13 september 1989) is een Nederlands voetballer die als middenvelder speelt.
Huijsman stond onder contract bij (Jong) FC Utrecht (2009, 2010, 2011) en FC Oss waar hij eenëntwintig wedstrijden voor uitkwam in 2011 en 2012. Hij kwam twee seizoenen uit voor de VV IJsselmeervogels in de Topklasse. In 2014 ging hij naar ASV De Dijk en in 2017 ging hij naar JOS Watergraafsmeer.